# Diviciaco (suesión)
Este monarca no debe ser confundido con Diviciaco, rey de los eduos.
Diviciaco o Divitiaco fue rey de la tribu belga de los suesiones a principios del siglo I a. C. Según la obra del general romano Julio César, De Bello Gallico, Diviciaco se mantuvo en la memoria de los galos como el cacique más poderoso de Francia. Diviciaco gobernó, no sólo sobre los territorios de Gallia Belgica, sino también de Britania. Se han hallado monedas con su nombre escrito en griego antiguo (δειοιχυαχοϲ).